# Stadspresident
De Stadspresident (Duits: Stadtpräsident) is een politiek ambt op gemeentelijk niveau in Duitsland, Polen en Zwitserland.

## Duitsland
In enkele bondslanden, in het bijzonder in Sleeswijk-Holstein, kent men stadspresidenten. Deze stadspresidenten zijn voorzitters van de gemeente- of stadsraden.

## Polen
In Polen worden de burgemeesters van steden van 50.000 inwoners of meer een stadpresident (prezydent miasta) genoemd.

## Zwitserland
In enkele steden in Duitstalig Zwitserland kent men stadspresidenten (bijvoorbeeld in de steden Bern en Zürich). De stadspresident wordt (meestal) rechtstreeks door de bevolking gekozen.